# Хуатінська (Сунцзянська) школа

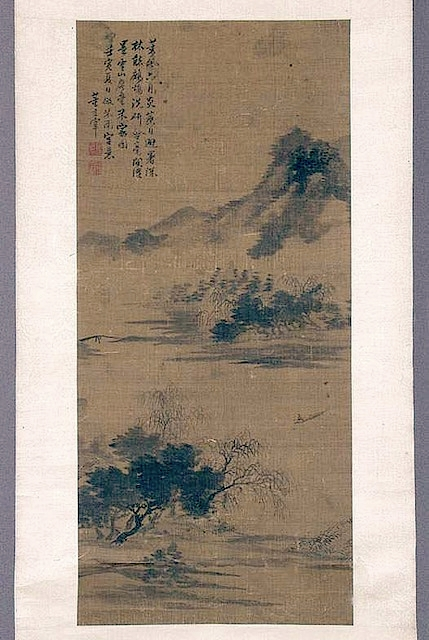
«У тиші гірського озера». Дун Цичан

Хуатінська (Сунцзянська) школа — група художників на чолі із Дун Цичаном часів династії Мін, що мешкала у м. Хуатін. У мистецтвознавчій літературі існує кілька різних назв для цієї школи — «школа Сусун», «школа Юньцзянь», «Хуатінська школа», але більшість дослідників останнім часом іменують її «Сунцзянською школою».

## Історія
Школа отримала назву від міста Хуатін, який в період Мін став одним з найбільших культурних центрів Китаю (сьогодні це Сунцзян, район Шанхая), а розквіт цієї школи припав на пізній період династії Мін.
Хуатін поступово як головний центр живопису зайняв місце Сучжоу, міста, в якому розвивалася школа У. Ще більшого піднесення живопис міста зазнав з появою тут Дун Цичана. Навколо нього зібралася група однодумців, які поділяли його погляди на історію китайського мистецтва і сучасний живопис. Серед найближчих його друзів були художники Мо Шілун (1537–1587) і Чень Цзіжу (1558–1639). Спільно з однодумцями Дун Цічао створив теорію «північної» і «південної» шкіл, виступав з численними критичними есе з приводу поточного художнього процесу. Будучи послідовником живопису інтелектуалів (веньженьхуа), Дун Цичан розвивав надалі теорії, які були створені в період Юань і Мін, пов'язуючи творчий процес з духовними практиками чань-буддизму.
Головною темою живопису представників цієї школи був пейзаж, а головним змістом творчості — створення варіацій на теми творів древніх майстрів.
Після падіння династії Мін художні ідеї Хуатінской школи в Сунцзянском регіоні були підхоплені «Дев'ятьма друзями живопису», а за часів династії Цін їх продовжили «Чотири Вана» (цінські художники Ван Ши-мін, Ван Цзянь, Ван Хуей і Ван Юаньці).

## Представники
Дун Цічан був ключовою фігурою Хуатінської школи, навколо нього групувалася ціла плеяда чудових майстрів: Сун Сю, Сунь Кехун, Чжао Цзо, Шень Шичуном.